# Cefadrossile
Il  cefadrossile  rientra fra le cefalosporine (agenti battericidi) di prima generazione.

## Indicazioni
Viene utilizzato contro le infezioni da H. influenzae e generalmente per tutte le infezioni (vie urinarie, polmoniti)

## Dosaggi
- Infezioni pelle - vie urinaria 1 g al giorno (la dose diminuisce se si tratta di bambini, in tal caso dipende dall'età del soggetto)
- Altre infezioni 0,5-1 g al giorno

## Controindicazioni
Sconsigliato in soggetti con insufficienza renale, da evitare in caso di gravidanza, ipersensibilità nota al farmaco o in casi di allergia alle penicilline e attacchi epilettici.

## Effetti indesiderati
Fra gli effetti collaterali più frequenti si riscontrano senso di agitazione, vomito, colite, cefalea, nausea, diarrea, dolore addominale, prurito, eosinofilia.